# إدارة الدولة للنقد الأجنبي
إدارة الدولة للنقد الأجنبي (SAFE) في جمهورية الصين الشعبية هي وكالة إدارية تابعة لمجلس الدولة مكلفة بصياغة القواعد واللوائح التي تحكم أنشطة سوق الصرف الأجنبي، وإدارة احتياطيات الدولة من النقد الأجنبي، والتي بلغت في نهاية ديسمبر 2016 حوالي 3.01 تريليون دولار لبنك الشعب الصيني.

## وظيفته
كان وجود الإدارة ودورها في البداية أسرار خاضعة للحماية عن كثب، وكانت فروعها ثانوية، لكن الأموال الخاضعة للإدارة زادت بشكل كبير في السنوات الأخيرة. لقد كانت الإدارة مسؤولة عن إدارة المحفظة عبر المناطق الزمنية المختلفة، وتكرار استثمارات المكتب الرئيسي في بكين.
قامت بإنشاء شركة وسيط هويجين المركزية للاستثمار، لكن في سبتمبر 2007، تنازلت عن صندوق الثروة السيادي الذي تم تشكيله حديثًا لصالح شركة الصين للاستثمار.
مع ازدهار احتياطيات الصين ووسط التنافس المتزايد بين وكالات الدولة، هناك دلائل على استقلال متزايد والمنافسة بين الشركات التابعة.

## روابط خارجية
- إدارة الدولة للنقد الأجنبي الموقع الرسمي (بالصينية)
- فخ الدولار الصيني